# Kocs
Kocs [ˈkotʃ] ist eine Gemeinde mit ungefähr 2.600 Einwohnern im Kreis Tata im nordungarischen Komitat Komárom-Esztergom. Die erste Siedlung auf dem Gebiet des heutigen Kocs stammt aus der Bronzezeit, urkundlich erwähnt wurde der Ort erstmals im Jahr 1237. 
Kocs war in der frühen Neuzeit berühmt für die Fertigung gefederter Kutschwagen, eine seit der Römerzeit zwischenzeitlich in Vergessenheit geratene Erfindung. Der Begriff Kutsche ist von ungarisch kocsi (Ablativ zu Kocs) abgeleitet, was „aus Kocs“ bedeutet.

## Galerie

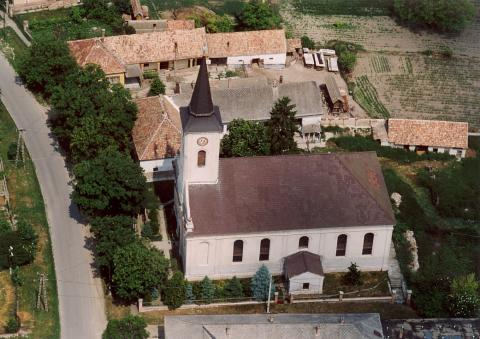
Reformierte Kirche
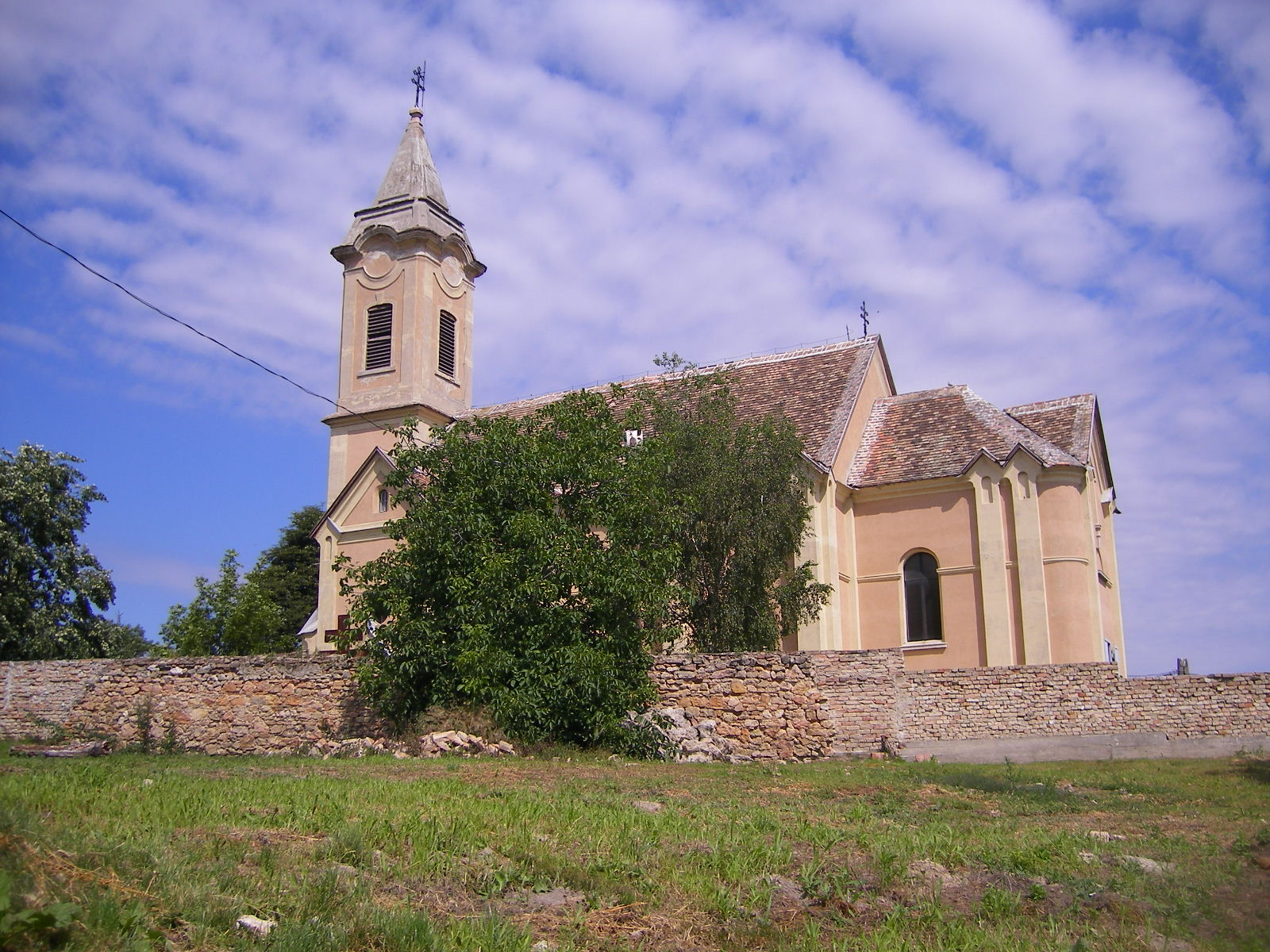
Katholische Kirche
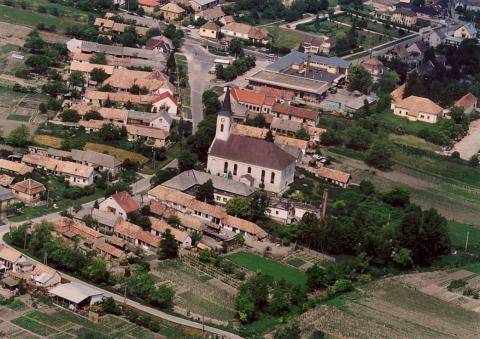
Blick auf Kocs

## Städtepartnerschaften
- Moča (Dunamocs), Slowakei
- Modrany (Madar), Slowakei
- Montebelluna, Italien